# Anca Luchian
Anca Luchian (ur. 10 października 1990 w Vatra Dornei) – rumuńska wioślarka.

## Osiągnięcia
- Mistrzostwa Świata Juniorów – Pekin 2007 – dwójka podwójna – 12. miejsce[1].
- Mistrzostwa Świata Juniorów – Linz 2008 – ósemka – 2. miejsce[1].
- Mistrzostwa Świata U-23 – Račice 2009 – dwójka podwójna – 6. miejsce[1].
- Mistrzostwa Europy – Brześć 2009 – czwórka podwójna – 3. miejsce[1].